# 帕里胸翼鱼
帕里胸翼魚，為輻鰭魚綱水珍魚目後肛魚科的其中一種，為深海魚類，分布於北太平洋區，包括白令海至日本本州南部、鄂霍次克海與加拿大卑詩省南部海域，棲息深度200-2000公尺，體長可達21.7公分，生活習性不明。